# سكيدسمو
سكيدسمو (بالنرويجية: Skedsmo) هي بلدية تقع بمقاطعة أكشهوس في النرويج. مركز إدارة البلدية هي بلدة ليلستروم، حيث يعيش بها حوالي ثلث سكان سكيدسمو. للبلدية صحيفة رسمية هي Romerikes Blad.

## أعلام
- هنريك كريستيانسن
- أندرياس بلوخ
- يواكيم إيهلن
- يوجينيا كيلاند
- إليزابيث بانغ